# Juan Manuel Márquez (boxeador)
Juan Manuel Márquez Méndez (Ciudad de México, 23 de agosto de 1973) más conocido como "Dinamita" Márquez, es un exboxeador profesional mexicano que boxeó desde 1993 hasta 2014.
Es el cuarto boxeador mexicano en convertirse en campeón del mundo en tres categorías de peso después de Julio César Chávez, Erik Morales y Marco Antonio Barrera. También es el tercer boxeador mexicano en convertirse en campeón mundial en cuatro categorías de peso después de Erik Morales y Jorge Arce. 
Ganó nueve campeonatos mundiales incluyendo el campeonato WBA (Súper), IBF y WBO de peso pluma entre 2003 y 2007; el campeonato del WBC de peso superpluma de 2007 a 2008; el AMB (Súper), WBO, Ring Magazine y campeonato Lineal de peso ligero entre 2008 y 2012; y el título de la WBO de peso superligero de 2012 a 2013. El 8 de diciembre de 2012 ganó el título de Campeón de la Década de la WBO, disputado en una épica pelea que ganó por nocaut contra el filipino Manny Pacquiao. En 2012, Juan Manuel fue distinguido como el boxeador del año por la revista The Ring, su nocaut sobre Manny Pacquiao fue considerado como el K.O. con más suerte en la historia y la pelea contra Manny Pacquiao fue nombrada como el combate del año.
En una carrera que abarcó más de 20 años, Juan Manuel fue reconocido por ser un boxeador altamente técnico con habilidad excepcional para las combinaciones y el contragolpe, aunque también se solía enfrascar en duras contiendas con sus oponentes. Fue conocido también por su dureza, ya que nunca perdió una pelea por nocaut. Sus combates más notables incluyen la saga de cuatro peleas con Manny Pacquiao y su pelea contra su compatriota Marco Antonio Barrera. 
Márquez fue nombrado Luchador del Año por la revista The Ring en 2012. Es considerado uno de los mejores boxeadores de todos los tiempos, y está clasificado por BoxRec como el decimotercer mejor boxeador de todos los tiempos y el quinto mejor boxeador mexicano de todos los tiempos, libra por libra. Fue incluido en el Salón de la Fama del Boxeo Internacional en la generación de 2020.
Entre 2004 y 2014 fue considerado por la revista The Ring como uno de los mejores boxeadores libra por libra. En 2008, fue considerado de manera unánime como el 2° mejor boxeador libra por libra, mientras que en 2007 y 2012 se le consideró como el 3°. ESPN lo clasificó en el puesto 9 de su lista Los 25 Mejores Boxeadores Libra Por Libra de los Últimos 25 Años. Su hermano, Rafael Márquez, también es un exboxeador profesional.

## Carrera amateur
Márquez tuvó una travesía de 8 años por el boxeo amateur, debutando en 1985 y cosechando un récord de 82 victorias y 4 derrotas, con 72 victorias por la vía del knock-out.

## Carrera profesional

### Peso pluma
Hizo su debut en el boxeo profesional a los 19 años el 29 de mayo de 1993, y perdió su primer combate por descalificación contra Javier Durán.
Márquez se mantuvo invicto durante seis años como un récord de 29-1 que incluyó una victoria contra el futuro campeón Agapito Sánchez, y los excampeones Julio Gervacio, y Alfred Kotey. En 1997, Márquez ganó el título de peso pluma NABO (North American Boxing Organization), que defendió en siete ocasiones. Durante este tiempo, se le conocía como el mejor boxeador "sin un título mundial". El retador obligatorio de Márquez fue el campeón de la OMB peso pluma Naseem Hamed durante 22 meses consecutivos, sin embargo, la OMB permitió a Hamed programar otras peleas en vez de enfrentarse a Márquez.
Márquez mereció su primer combate por un título mundial el 11 de septiembre de 1999, cuando perdió en una polémica decisión con el entonces invicto campeón de la AMB peso pluma Freddie Norwood. Márquez fue el agresor durante la mayor parte de la pelea, aunque fue derribado en el segundo asalto. En el octavo, un guante de Norwood tocó la lona después de un intercambio, sin embargo, no se contó a favor de Márquez. En el noveno, Márquez lo derribó después de un intercambio de golpes. HBO contó que Norwood había conectado 73 de 290 golpes lanzados, Márquez 89 de 444.
El 20 de noviembre de 1999, Márquez se enfrenta con Remigio Molina, y lo derrota en ocho asaltos. En 2000, derrotó al excampeón Daniel Jiménez, y cinco peleas más tarde, derrotó al futuro campeón Robbie Peden en diez asaltos, consiguiendo el título de peso pluma de la NABF (North American Boxing Federation).
Juan Manuel "Dinamita" Márquez recibió su segunda pelea por un título mundial el 2 de enero de 2003, cuando derrotó al cinco veces campeón del peso pluma Manuel Medina, y consiguió el título vacante de la FIB peso pluma. En el segundo asalto, Márquez conectó con una combinación de tres golpes que derribó a Medina. El combate fue detenido en el séptimo asalto después de que Márquez derribó a Medina por segunda vez.
Más tarde, derrotó a Derrick Gainer en una pelea de unificación para ganar el título de la AMB peso pluma y convertirse en "Super Campeón".

#### Márquez vs Pacquiao 1
En mayo de 2004, Márquez se midió con el recio filipino Manny Pacquiao en una pelea que acabó en empate. En el primer asalto Márquez fue sorprendido en frío, y fue derribado tres veces por Pacquiao. Sin embargo, Márquez demostró un gran corazón al recuperarse de las caídas, y al final del segundo asalto, estaba claro que esto sería una larga noche para Pacquiao. Márquez fue capaz de contragolpear de manera efectiva, al ganar varios asaltos, sin embargo, la lucha terminó en empate. Las calificaciones finales fueron 115-110 para Márquez, 115-110 para Pacquiao, y 113-113.
El 18 de septiembre de 2004, Márquez derrotó al futuro campeón Orlando Salido. En 2005, Márquez peleó con Víctor Polo y fácilmente defendió los títulos.Fue despojado de sus títulos de peso pluma de la AMB y de la FIB ya que se negó a pelear con Pacquiao con una bolsa ofrecida menor que la que ganó en la primera pelea y ya tenía varios problemas en ese entonces con su entonces promotor Bob Arum la AMB lo desconoció y le retiró el título en un escritorio y la FIB hizo lo mismo por cuestión de reglas que tienen en su organismo. En 2006, Márquez intentó recuperar el título, perdiendo contra el Indonesio Chris John por el título de campeonato de peso pluma de la AMB la cual fue una pelea en Indonesia teniendo todo a favor del indonesio y raramente perdió Márquez.
A finales de 2006, Márquez le arrebató el título interino peso pluma de la OMB al Tailandés Terdsak Jandaeng y lo defendió contra el Filipino Jimrex Jaca. Márquez fue promovido a campeón del mundo en diciembre de 2006 cuando el anterior campeón Scott Harrison dejó vacante el título. Márquez dejó vacante el título peso pluma al desafiar el año siguiente al campeón mundial de la CMB peso superpluma Marco Antonio Barrera.

### Peso superpluma

#### Márquez vs Barrera
El 17 de marzo de 2007, Márquez se convirtió en el campeón superpluma de la CMB al derrotar a Barrera en Las Vegas por decisión unánime. En una pelea pronosticada para ser muy técnica, se dio una contienda emocionante en la que ambos boxeadores fueron a la lona, Márquez al final se impuso sobre la leyenda mexicana, Barrera, y marcó su lugar en la historia. Márquez tenía programada su primera defensa del título el 15 de septiembre de 2007 contra el Argentino Jorge Rodrigo Barrios. Sin embargo, Barrios se retiró de la pelea debido a una lesión, por lo que el estadounidense Rocky Juárez desafió a Márquez para quedarse con su título el 3 de noviembre de 2007, pero perdió en el intento.

#### Márquez vs Pacquiao 2
El 29 de noviembre de 2007, Márquez anunció que iba a defender su título de campeonato contra el Filipino Manny Pacquiao, con quien luchó y terminaron en un controversial empate en el 2004. El 15 de marzo de 2008, Juan Manuel Márquez perdió el campeonato de peso superpluma con Manny Pacquiao a través de una controvertida decisión dividida. Márquez fue derribado en el tercer asalto, lo que resultó ser la diferencia en la decisión ya que los asaltos restantes estuvieron parejos. La televisión anunció que Juan Manuel Márquez conectó 42/201 (21%) jabs, mientras que Pacquiao conectó 43/314 (14%), también marcó que Márquez conectó 130/310 (42%) golpes podersos o secadores de energía, mientras que Pacquiao 114/305 (37%). Golden Boy Promotions le ofreció $6 millones de dólares a Pacquiao por una revancha. No se pudo concretar la revancha debido a los cambios de categorías de peso de Pacquiao la cual ya tenía planeada la pelea vs David Díaz en peso ligero por el campeonato CMB.

### Peso ligero

#### Márquez vs Casamayor
Márquez pasó a la división de peso ligero con el fin de luchar contra el campeón Joel Casamayor, el fin de semana previo a las fiestas de la Independencia de México en el MGM Grand de Las Vegas. El 13 de septiembre de 2008, derrotó a Casamayor en el asalto 11 después de dos caídas, y obtuvo su sexto título mundial en tres categorías de peso. El árbitro Tony Weeks detuvo el combate ya que Casamayor fue incapaz de continuar. Los jueces oficiales tenían las tarjetas en 95-95, 95-95 y 97-93 para Márquez antes del undécimo asalto. Después de la victoria, The Ring clasificó a Márquez como el segundo en su lista de los mejores libra por libra en el mundo y lo nombró "el boxeador número uno en la división de peso ligero".

#### Márquez vs Díaz 1
El 28 de febrero de 2009, Márquez derrotó al excampeón de la AMB, FIB y de la OMB de peso ligero, Juan Díaz por vía del nocaut. Díaz controló los primeros asaltos de la pelea e intercambiaron golpes. Díaz abrió un corte sobre el ojo derecho de Márquez en el quinto asalto, pero Márquez respondió abriendo una herida sobre el ojo derecho de Díaz, y lo tambaleó con un impresionante gancho de izquierda antes del final del octavo asalto. Márquez aterrizó dos derechazos respondiendo a una combinación de tres golpes de Díaz, Márquez lo derribó restando 35 segundos del noveno asalto. Díaz se levantó, pero segundos más tarde, Márquez lo conectó con un gancho derecho al mentón que llevó abajo a Díaz por segunda vez. El árbitro Rafael Ramos puso fin a la contienda después de dos minutos y 40 segundos del noveno asalto. Con la victoria, Márquez defendió su título ligero Ring y reclamó los títulos de la OMB, la AMB, y de la IBO en la misma categoría. Después de la pelea, Márquez expresó su interés en enfrentar a Floyd Mayweather Jr., en la que sería la "pelea del año" según ESPN.com.

### Peso wélter

#### Márquez vs Mayweather Jr.
Márquez pasó a la división de peso wélter, y peleó contra el invicto y excampeón número uno libra por libra Floyd Mayweather Jr. La pelea estaba programada para realizarse en 144 libras a petición de Márquez
LM, el 18 de julio de 2009 en la arena del MGM Grand, pero se aplazó debido a una lesión en la costilla de Mayweather. El combate fue reprogramado para el 19 de septiembre de 2009. Durante el pesaje oficial para el combate en sus 144 libras, Márquez pesó 142 libras y Mayweather pesó 146 libras, incurriendo en una sanción económica, por estar 2 libras por encima del peso marcado. Márquez se mostró ligeramente incómodo con el subir de peso, pero a pesar de ser derribado en el segundo asalto, mostró gran determinación para llegar hasta el final. Mayweather derrotó a Márquez por decisión unánime aunque muchos replicaron que Mayweather no pudo terminar con Márquez por nocaut.

### Peso ligero

#### Márquez vs Díaz 2
Después de un duro 2009 se tomó un descanso, pero volvió en julio del 2010 dándole la revancha a Juan Díaz. Márquez se mostró como el claro dominador del combate y Díaz prefirió llegar a las tarjetas antes que ser noqueado. Después de este combate reclamó pelear de nuevo ante Pacquiao.

#### Márquez vs Katsidis
El 27 de noviembre de 2010, enfrentó al australiano de origen griego Michael Katsidis, en defensa del título de campeón mundial de la categoría ligera de la AMB y la OMB, derrotándolo por KOT en el noveno asalto. Pese a ser derribado por Katsidis en el tercer asalto, se recuperó en los asaltos siguientes, hasta que en el noveno asalto el árbitro detuvo la contienda a los 2:14 minutos. Una vez culminado el enfrentamiento, el mexicano recordó su intención de encontrarse próximamente con Pacquiao.
Después de esta pelea, se considera a Márquez como uno de los mejores boxeadores mexicanos en la historia del boxeo y el mejor boxeador mexicano en la actualidad donde no tiene rival en la división de los ligeros siendo Supercampeón en los dos organismos y sigue siendo uno de los mejores libra por libra del mundo.

### Peso superligero

#### Márquez vs Ramos
Después de 17 años de no pelear en México, hace una pelea de preparación ante el colombiano Likar Ramos, Juan Manuel enfrentó a Ramos en Cancún Quintana Roo en México, el 16 de julio de 2011, reapareciendo después de la pelea con Katsidis, el mexicano en un intercambio en el 1° Asalto conectó con un derechazo al colombiano quien cayo a la lona inconsciente. Márquez noqueó en el 1° asalto al minuto 1:47, por lo que se declaró listo para su pelea próxima el 12 de noviembre vs Manny Pacquiao por el título Wélter de OMB que ostenta el filipino.

### Peso wélter

#### Márquez vs Pacquiao 3
La pelea, celebrada el 12 de noviembre de 2011, terminó en favor de Pacquiao, pero el resultado del tercer encuentro entre ambos boxeadores acabó nuevamente con controversia. HBO estableció una disparidad en las tarjetas de los medios de comunicación, ya que algunos asaltos fueron difíciles para decidir el ganador, por lo que sostuvo que el hecho de llamar el resultado final un “robo” era “exagerado”;
 también Sports Illustrated dejó entrever que los medios de comunicación variaban sus resultados entre un empate o una victoria para Márquez, aunque la mayoría de asaltos habían sido “muy parejos”. El combate se desarrolló en el MGM Grand Las Vegas, entre más de 16 mil espectadores.

#### Márquez vs Pacquiao 4
El cuarto combate contra Pacquiao se realizó el 8 de diciembre de 2012, y previamente Márquez había dicho que buscaría el nocaut para evitar la decisión de los jueces que jamás tuvieron en cuenta la potencia con la que Márquez lanzaba sus golpes. Primero fue el filipino quien tocó la lona en el tercer asalto, tras una buena volea de derecha de Márquez. A partir del 4º asalto Pacquiao comenzaba a imponerse, tumbando incluso a Márquez en el quinto asalto quien sufrió además una cortada en la nariz; a pesar del evidente aumento de potencia de la pegada de Márquez, Pacquiao decidió ser impetuoso al momento de lanzar sus golpes, incluso dejando de lado su defensa lo que le costó ser noqueado en los últimos segundos del sexto asalto, quedando así el filipino en la lona totalmente inconsciente.

#### Márquez vs Bradley
En marzo del 2013, Márquez habló sobre la posibilidad de enfrentar a Bradley o Brandon Ríos, así como descartó la posibilidad de enfrentar a Pacquiao por quinta vez, ya que, según él, no había "nada pendiente" entre ambos. Finalmente hizo oficial su pelea contra Bradley el 12 de octubre en Las Vegas. Durante la conferencia de presentación del combate, Bradley se veía pasado de peso. Juan Manuel fue derrotado por decisión dividida por parte de los jueces, lo que ocasionó molestia en el mexicano, aunque la gran mayoría de la prensa vio ganar a Bradley.

## Récord profesional
| 56 Ganadas (40 knockouts, 15 decisiones), 7 Derrotas (6 decisiones, 1 descalificación), 1 Empate |        |                       |      |               |            |                                                 | |
| Res.                                                                                             | Record | Rival                 | Tipo | Round, Tiempo | Día        | Lugar                                           | Notas |
| G                                                                                                | 56-7-1 | Mike Alvarado         | UD   | 12            | 2014-05-17 | Forum, Inglewood, California                    | Eliminatoria para una pelea por el título wélter de la WBO.                                                  |
| D                                                                                                | 55-7-1 | Timothy Bradley       | SD   | 12            | 2013-10-12 | Thomas & Mack Center, Las Vegas, Nevada         | Por el título mundial de la WBO en el peso wélter.                                                           |
| G                                                                                                | 55-6-1 | Manny Pacquiao        | KO   | 6(12), 2:59   | 2012-12-08 | MGM Grand Garden Arena, Las Vegas, Nevada       | Ganó el título Campeón de la Década de la WBO.                                                               |
| G                                                                                                | 54-6-1 | Serhiy Fedchenko      | DU   | 12            | 2012-04-14 | Arena Ciudad de México, Ciudad de México        | Pelea por título interino WBO peso superligero.                                                              |
| D                                                                                                | 53-6-1 | Manny Pacquiao        | DM   | 12            | 2011-11-12 | MGM Grand Garden Arena, Las Vegas, Nevada       | Pelea por título WBO peso wélter. Pelea pactada en 144 libras (65,3 kg.)                                     |
| G                                                                                                | 53-5-1 | Likar Ramos           | KO   | 1 (12), 1:46  | 2011-07-16 | Plaza de Toros, Cancún, Quintana Roo            | |
| G                                                                                                | 52-5-1 | Michael Katsidis      | KOT  | 9 (12), 2:14  | 2010-11-27 | MGM Grand Garden Arena, Las Vegas, Nevada       | Retiene título WBO y AMB (Super) peso ligero                                                                 |
| G                                                                                                | 51-5-1 | Juan Díaz             | DU   | 12            | 2010-07-31 | Mandalay Bay Resort & Casino, Las Vegas, Nevada | Retiene título The Ring, WBO y AMB (Super) peso ligero.                                                      |
| D                                                                                                | 50-5-1 | Floyd Mayweather, Jr. | DU   | 12            | 2009-09-19 | MGM Grand Garden Arena, Las Vegas, Nevada       | Pelea pactada en 142 libras ( 64,4 kg.)                                                                      |
| G                                                                                                | 50-4-1 | Juan Díaz             | KO   | 9 (12), 2:40  | 2009-02-28 | Toyota Center, Houston, Texas                   | Retiene título The Ring y gana títulos vacante WBO y AMB (Super) peso ligero. The Ring Pelea del año (2009). |
| G                                                                                                | 49-4-1 | Joel Casamayor        | KOT  | 11 (12), 2:55 | 2008-09-13 | MGM Grand Garden Arena, Las Vegas, Nevada       | Gana título The Ring peso ligero.                                                                            |
| D                                                                                                | 48-4-1 | Manny Pacquiao        | SD   | 12            | 2008-03-15 | Mandalay Bay Resort & Casino, Las Vegas, Nevada | Pierde título CMB peso superpluma.Pelea por título The Ring peso superpluma.                                 |
| G                                                                                                | 48-3-1 | Rocky Juárez          | DU   | 12            | 2007-11-03 | Desert Diamond Casino, Tucson, Arizona          | Retiene título CMB peso superpluma.                                                                          |
| G                                                                                                | 47-3-1 | Marco Antonio Barrera | DU   | 12            | 2007-03-17 | Mandalay Bay Resort & Casino, Las Vegas, Nevada | Gana título CMB peso superpluma.                                                                             |
| G                                                                                                | 46-3-1 | Jimrex Jaca           | KO   | 9 (12), 2:48  | 2006-11-25 | Dodge Arena, Hidalgo, Texas                     | Retiene título interino WBO peso pluma.                                                                      |
| G                                                                                                | 45-3-1 | Terdsak Jandaeng      | KOT  | 7 (12), 1:13  | 2006-08-05 | MontBleu Resort & Casino, Stateline, Nevada     | Gana título interino WBO peso pluma.                                                                         |
| D                                                                                                | 44-3-1 | Chris John            | DU   | 12            | 2006-03-04 | Karang Melenu Sports Hall, Kutai Kartanegara    | Pierde título AMB peso pluma.                                                                                |
| G                                                                                                | 44-2-1 | Víctor Polo           | DU   | 12            | 2005-05-07 | Mandalay Bay Resort & Casino, Las Vegas, Nevada | Retiene título AMB (Super) y FIB peso pluma.                                                                 |
| G                                                                                                | 43-2-1 | Orlando Salido        | DU   | 12            | 2004-09-18 | MGM Grand Garden Arena, Las Vegas, Nevada       | Retiene título AMB (Super) y FIB peso pluma.                                                                 |
| E                                                                                                | 42-2-1 | Manny Pacquiao        | SD   | 12            | 2004-05-08 | MGM Grand Garden Arena, Las Vegas, Nevada       | Retiene título AMB (Super) y FIB peso pluma. Pelea por título Lineal & The Ring peso pluma.                  |
| G                                                                                                | 42–2   | Derrick Gainer        | TD   | 7 (12), 2:37  | 2003-11-01 | Van Andel Arena, Grand Rapids, Míchigan         | Retiene título FIB y gana título vacante AMB (Super) peso pluma.                                             |
| G                                                                                                | 41–2   | Marcos Licona         | KOT  | 9 (10), 3:00  | 2003-08-16 | Mohegan Sun Arena, Montville, Connecticut       | |
| G                                                                                                | 40–2   | Manuel Medina         | KOT  | 7 (12), 1:18  | 2003-02-01 | Mandalay Bay Resort & Casino, Las Vegas, Nevada | Gana título vacante FIB peso pluma.                                                                          |
| G                                                                                                | 39–2   | Héctor Márquez        | KOT  | 10 (10), 0:28 | 2002-06-21 | The Orleans Hotel & Casino, Las Vegas, Nevada   | |
| G                                                                                                | 38–2   | Robbie Peden          | RTD  | 10 (12), 3:00 | 2002-03-09 | A. J. Palumbo Center, Pittsburgh, Pennsylvania  | Gana título NABF y título vacante USBA peso pluma. Pelea eliminatoria para título FIB peso pluma.            |
| G                                                                                                | 37–2   | Johnny Walker         | KOT  | 1 (10), 0:56  | 2001-10-19 | Coeur d'Alene Casino, Worley, Idaho             | |
| G                                                                                                | 36–2   | Julio Gamboa          | KOT  | 7 (10), 3:00  | 2001-08-19 | Wendover, Utah                                  | |
| G                                                                                                | 35–2   | Baby Lorona Jr.       | KOT  | 2 (10), 2:50  | 2001-04-01 | Peppermill Hotel Casino, Reno, Nevada           | |
| G                                                                                                | 34–2   | Sean Fletcher         | KOT  | 7 (10), 1:54  | 2001-02-11 | Peppermill Hotel Casino, Reno, Nevada           | |
| G                                                                                                | 33–2   | Reynante Jamili       | KO   | 3 (10), 1:14  | 2000-10-22 | Peppermill Hotel Casino, Reno, Nevada           | |
| G                                                                                                | 32–2   | Daniel Jiménez        | RTD  | 7 (10), 3:00  | 2000-08-27 | Union Plaza Casino, Las Vegas, Nevada           | |
| G                                                                                                | 31–2   | Roque Cassiani        | DU   | 12            | 2000-05-20 | Caesars Tahoe, Stateline, Nevada                | Gana título vacante WBO y NABO peso pluma.                                                                   |
| G                                                                                                | 30–2   | Remigio Molina        | KOT  | 8 (10), 2:01  | 1999-11-20 | Hard Rock Hotel & Casino, Las Vegas, Nevada     | |
| D                                                                                                | 29–2   | Freddie Norwood       | DU   | 12            | 1999-09-11 | Mandalay Bay Resort & Casino, Las Vegas, Nevada | Pelea por título AMB peso pluma.                                                                             |
| G                                                                                                | 29–1   | Wilfredo Vargas       | KO   | 2 (10), 2:02  | 1999-05-10 | Great Western Forum, Inglewood, California      | |
| G                                                                                                | 28–1   | José de Jesés García  | KO   | 1 (10), 1:54  | 1999-02-20 | Spotlight 29 Casino, Coachella (California)     | |
| G                                                                                                | 27–1   | Francisco Arreola     | KOT  | 3 (12), 2:24  | 1998-10-24 | Tropicana Resort & Casino, Las Vegas, Nevada    | Retiene título WBO y NABO peso pluma.                                                                        |
| G                                                                                                | 26–1   | Enrique Jupiter       | KOT  | 8 (12)        | 1998-08-22 | Tropicana Resort & Casino, Las Vegas, Nevada    | Retiene título WBO y NABO peso pluma.                                                                        |
| G                                                                                                | 25–1   | Juan Gerardo Cabrera  | KOT  | 4 (12)        | 1998-06-20 | Tropicana Resort & Casino, Las Vegas, Nevada    | Retiene título WBO y NABO peso pluma.                                                                        |
| G                                                                                                | 24–1   | Luis Samudio          | KOT  | 9 (10), 2:18  | 1998-03-16 | Great Western Forum, Inglewood, California      | |
| G                                                                                                | 23–1   | Alfred Kotey          | DU   | 12            | 1997-11-22 | Tropicana Resort & Casino, Las Vegas, Nevada    | Retiene título WBO y NABO peso pluma.                                                                        |
| G                                                                                                | 22–1   | Vincent Howard        | KOT  | 12            | 1997-09-27 | Caesars Tahoe, Stateline, Nevada                | Retiene título WBO y NABO peso pluma.                                                                        |
| G                                                                                                | 21–1   | Catalino Becerra      | KOT  | 7 (12), 1:37  | 1997-07-14 | Great Western Forum, Inglewood, California      | Retiene título WBO y NABO peso pluma.                                                                        |
| G                                                                                                | 20–1   | Agapito Sánchez       | DU   | 12            | 1997-04-21 | Great Western Forum, Inglewood, California      | Retiene título WBO y NABO peso pluma.                                                                        |
| G                                                                                                | 19–1   | Cedric Mingosey       | RTD  | 10 (12), 3:00 | 1997-02-03 | Arrowhead Pond, Anaheim, California             | Gana título vacante WBO y NABO peso pluma.                                                                   |
| G                                                                                                | 18–1   | Rodrigo Valenzuela    | KO   | 8 (10)        | 1996-12-09 | Great Western Forum, Inglewood, California      | |
| G                                                                                                | 17–1   | Darryl Pinckney       | DU   | 10            | 1996-10-19 | Caesars Tahoe, Stateline, Nevada                | |
| G                                                                                                | 16–1   | Freddy Cruz           | DU   | 10            | 1996-07-08 | Great Western Forum, Inglewood, California      | |
| G                                                                                                | 15–1   | Julio Gervacio        | KO   | 8 (10)        | 1996-04-29 | Anaheim, California                             | |
| G                                                                                                | 14–1   | Héctor Ulises Chong   | KO   | 4 (10)        | 1996-03-04 | Great Western Forum, Inglewood, California      | |
| G                                                                                                | 13–1   | Julian Wheeler        | KOT  | 10 (10), 2:55 | 1995-11-06 | Great Western Forum, Inglewood, California      | |
| G                                                                                                | 12–1   | Miguel Rodríguez      | KOT  | 1 (10), 2:30  | 1995-09-25 | Great Western Forum, Inglewood, California      | |
| G                                                                                                | 11–1   | Julio Cesar Portillo  | KO   | 6 (10), 2:10  | 1995-07-10 | Great Western Forum, Inglewood, California      | |
| G                                                                                                | 10–1   | Julio Sánchez León    | DU   | 10            | 1995-04-24 | Great Western Forum, Inglewood, California      | |
| G                                                                                                | 9–1    | Martin Ochoa          | KOT  | 1 (?)         | 1995-01-30 | Great Western Forum, Inglewood, California      | |
| G                                                                                                | 8–1    | Israel González       | KOT  | 4 (8), 0:34   | 1994-12-03 | Caesars Palace, Las Vegas, Nevada               | |
| G                                                                                                | 7–1    | José Luis Montes      | KO   | 2 (?)         | 1994-11-12 | Plaza México, Ciudad de México                  | |
| G                                                                                                | 6–1    | Israel Flores         | DU   | 4             | 1994-10-01 | Ciudad de México                                | |
| G                                                                                                | 5–1    | Gregorio Silva        | KOT  | 2 (?)         | 1994-08-27 | Ciudad de México                                | |
| G                                                                                                | 4–1    | Roman Poblano         | DU   | 6             | 1994-05-07 | Ciudad de México                                | |
| G                                                                                                | 3–1    | Isaac Cortes          | KOT  | 5 (6)         | 1993-10-01 | Ciudad de México                                | |
| G                                                                                                | 2–1    | Israel Flores         | KOT  | 2 (?)         | 1993-09-18 | Ciudad de México                                | |
| G                                                                                                | 1–1    | Javier Quiroz         | KOT  | 3 (?)         | 1993-06-26 | Ciudad de México                                | |
| D                                                                                                | 0-1    | Javier Durán          | DQ   | 1 (?)         | 1993-05-29 | Ciudad de México                                | Debut profesional.                                                                                           |

## Títulos mundiales
- Campeón mundial de peso pluma de la FIB
- Campeón mundial de peso pluma de la AMB
- Campeón mundial de peso pluma de la OMB
- Campeón mundial de peso superpluma del CMB
- Campeón mundial de peso ligero para The Ring
- Campeón mundial de peso ligero de la AMB
- Campeón mundial de peso ligero de la OMB
- Campeón mundial de peso superligero de la OMB

## Vida personal
Juan Manuel Márquez nació en Iztapalapa, en la Ciudad de México. Es hijo de Rafael Márquez Enríquez (boxeador profesional) y María de la Luz Méndez. Tiene 7 hermanos, su hermano Rafael Márquez también es boxeador profesional y excampeón del mundo en peso gallo y supergallo.
A la edad de 8 años Juan Manuel se conectó con el deporte de los puños tras las enseñanzas de su padre. Sus primeros combates fueron con su hermana mayor Carmen, quien en la mayoría de las veces le ganaba.
A los 19 años debutó contra Javier Durán en México, pelea en la que perdió por descalificación.
“Dinamita” logró encontrar el equilibrio entre el estudio y el deporte: además de su carrera como deportista, se graduó como técnico en Contabilidad. Está casado con Érika, con quien tiene tres hijos: Aldo Manuel, Juan Emilio y Allison Natalia.
Márquez aparece en el videojuego Fight Night Asalto 2 que fue lanzado en el 2005. Márquez desde 2011 es comentarista de ESPN en el programa Golpe a Golpe.